# 突尼斯呼声
突尼斯呼声（阿拉伯语：‎）是突尼斯的一个世俗主义政党。该党由2011年革命后前过渡政府总理贝吉·卡伊德·埃塞卜西于2012年6月16日创建。该党描述自己是“现代”民主进步政党。
呼声党融杂了一些左派、中右派、反对派和前本·阿里政权宪政民主联盟的一些成员，主张维护国家世俗属性和共和体制，维护社会稳定，保护投资和商业环境，推动社会公平正义，加大对地方发展支持力度，反对政治歧视和政治暴力，反对排除、孤立任何政党。在2011年制宪会议选举中获得10余个席位。2013年2月11日，“呼声党”与共和党、社会民主道路、社会党及爱国民主劳动党组成“保卫突尼斯联盟”（Union for Tunisia，UPT），以对抗复兴运动党（Mouvement Ennahdha）的主导地位。
2014年10月的议会选举中，呼声党获得217席中的86席，取代复兴运动党成为议会第一大党。

## 著名的成员
- 贝吉·卡伊德·埃塞卜西（Beji Caid Essebsi，1926年出生，2019年去世），2014年到2019年任突尼斯总统，该党创始人[2]，哈比卜·布尔吉巴时期的政府部长，2011年革命后的前过渡政府总理。
- 塔伊埃卜·巴库切（Taïeb Baccouche），该党秘书长，[2]前突尼斯总工会秘书长，前阿拉伯人权研究所所长、埃塞卜西过渡政府的教育部长（2011年）。
- Faouzi Elloumi，富商和党执行委员会的成员[2]
- Mohsen Marzouk，[2]负责对外关系的执行委员会成员
- Mahmoud Ben Rhomdane，党的首席经济顾问之一[2]
- 拉扎尔·卡鲁伊·切比（Lazhar Karoui Chebbi），埃塞卜西过渡政府的司法部长（2011年）